# Jorge Selarón
Jorge Selarón (1947 – 10 janvier 2013) est un artiste peintre et céramiste chilien.

## Biographie
Arrivé au Brésil dans les années 1980, il s'installe à Lapa dans une maison proche des escaliers menant vers le couvent de Santa Teresa (Escadaria do Convento de Santa Teresa en portugais), qu'il commence à décorer avec des carreaux de céramique,. Il mettra vingt ans à réaliser cette œuvre dont les matériaux provenaient du monde entier,.